# ФК Његош Даниловград
Фудбалски клуб Његош, црногорски је фудбалски клуб из Даниловграда, који се такмичи у Трећој лиги Црне Горе у регији Центар.
Утакмице као домаћин обично игра на Стадиону ФК Ком у Подгорици.

## Историја
Основан је 2024. када је уписан у регистар Фудбалског савеза Црне Горе, а настао је од клуба КМФ Зора. Почео је да се такмичи у регији Центар у сезони 2024/25. гдје је за утакмицу са Забјелом у првом колу пријавио 11 играча, али је утакмицу почео са њих осам, а затим су се двојица играча повриједила и утакмица је прекинута у 34 минуту при резултату 10 : 0 за Забјело, након што је Његош остао са шест играча и регистрована је са постигнутим резултатом до прекида. Утакмицу против Зете у петом колу почео је са десет играча, а у 70. минуту, при резултату 19 : 0 за Зету, утакмица је прекинута јер су сви играчи Његоша легли на терен и жалили се да не могу да наставе утакмицу, која је регистрована оствареним резултатом. У седмом колу, на утакмици против Оногошта кући, капитен Његоша Бранко Балшић је у паузи између два полувремена уложио приговор на наступ играча Оногошта са бројем 14 Стефана Ђурковића, истичући да је то заправо Алекса Ђурковић, који није регистровани играч Оногошта. Утакмица је завршена побједом Оногошта 8 : 3, након чега је делегат тражио идентификациони документ Стефана Ђурковића, који клуб није хтио да достави, али је он сликан и утврђено је да је на утакмици наступио Алекса Ђурковић и она је регистрована службеним резултатом 3 : 0 за Његош, што је била прва побједа за клуб у сезони.

## Резултати у такмичењима у Црној Гори
| Сезона   | Степен | Лига                | Бр.екипа           | Позиција            | Куп             |
| -------- | ------ | ------------------- | ------------------ | ------------------- | --------------- |
| 2024/25. | 3      | Трећа лига — Центар | 22 (2 групе по 11) | 9. мјесто у групи А | Није учествовао |